# Electric (Paul Rodgers)
Electric is het vierde studioalbum van Paul Rodgers (van onder andere Free en Bad Company).
Het album werd opgenomen in Barnard Castle, in de Lartington Hall Studios, in 1999. Het album werd in Duitsland en Japan in 1999 uitgebracht, in Engeland pas in 2000. De Japanse versie heeft een bonustrack.

## Tracklist
1. Deep Blue - 2:33
2. Walking Tall - 3:34
3. Find A Way - 5:37
4. China Blue - 3:01
5. Love Rains - 3:18
6. Over You - 6:29
7. Drifters - 4:19
8. Freedom - 3:53
9. Jasmine Flower - 3:59
10. Conquistadora - 4:55
11. Other Side Of Midinight* - ?:??

*Bonus track, alleen op de Japanse versie

## Charts
De single Drifters bereikte de 33e plaats in de Billboard Mainstream Rock Tracks.

## Muzikanten
- Paul Rodgers - Gitaar, piano, zang
- Geoff Whitehorn - Gitaar
- Jim Copley - Drums
- Jaz Lochrie - Basgitaar
- Tom Kellyside - Fluit
- Saffron Henderson - Achtergrondzang
- Tania Hancheroff - Achtergrondzang
- Catherine St.Germain - Achtergrondzang
- Cynthia Kereluk - Achtergrondzang